# Kambachsmühle
Kambachsmühle ist ein Ortsteil der Krayenberggemeinde im Wartburgkreis im Westen Thüringens.

## Geschichte
Der 1436 erstmals erwähnte Kambachshof war eine späte Rodungssiedlung am Westhang des Eichkopfes bei Kieselbach. Der am Hof vorbeifließende Kambach gab dieser Siedlung den Namen. Am Unterlauf des Baches, kurz vor der Kreuzung mit der Bundesstraße 62 befindet sich im Gestrüpp ein verfallenes Kellergewölbe der Ruine der Kambachsmühle.
Die ursprüngliche Besiedelung des Ortes steht wohl im Zusammenhang mit der nahen Krayenburg und der alten Handelsstraße von Erfurt nach Frankfurt am Main. Die in der Hanglage am Talrand erkennbaren Wölbäcker und Wiesen zeigen die harten Bedingungen, unter denen die Bauern vom Kambachshof ihren  Broterwerb sichern mussten.
Um 1907, als die Kaliindustrie im Raum Merkers ihre Blüte erlebte, wurde nahe dem Gehöft eine Pulverfabrik erbaut. Der Sprengstoff wurde in großen Mengen im Bergbau benötigt. Als Rüstungsbetrieb erlebte das kleine Werk mit Ausbruch des Zweiten Weltkrieges eine nochmalige Belebung, der Betrieb war zuvor in den späten 1920er Jahren in Konkurs gegangen. Bei Kriegsende veranlassten die Amerikaner die Sprengung der Fabrikationsstätte. Auf dem Kambachshof hatten bereits während des Krieges Evakuierte Schutz gefunden, nun wurden Vertriebene und Heimatlose in Kambachsmühle sesshaft und fanden Arbeit in den umliegenden Schachtanlagen von Springen.
Nach der Einstellung der Kaliförderung im Kalirevier Merkers übernahm ein Investor das Betriebsgelände der einstigen Pulverfabrik. Es wurde der Firmensitz des Betriebes „Stahl- und Anlagenbau GmbH Kambachsmühle“.
Die Gemeindegebietsreform von 1994 führte zum Zusammenschluss mit Merkers und Kieselbach zur Gemeinde Merkers-Kieselbach. Zum 31. Dezember 2013 wurde dann die Krayenberggemeinde aus dem Zusammenschluss der Gemeinden Dorndorf und Merkers-Kieselbach gebildet.
Nördlich der Ortslage befindet sich an der Landesstraße L 1022 ein als Naturschutzgebiet ausgewiesener Tümpel und in dessen Nähe auch ein als Naherholungsgebiet genutzter Angelteich.